# Ludwig XI.

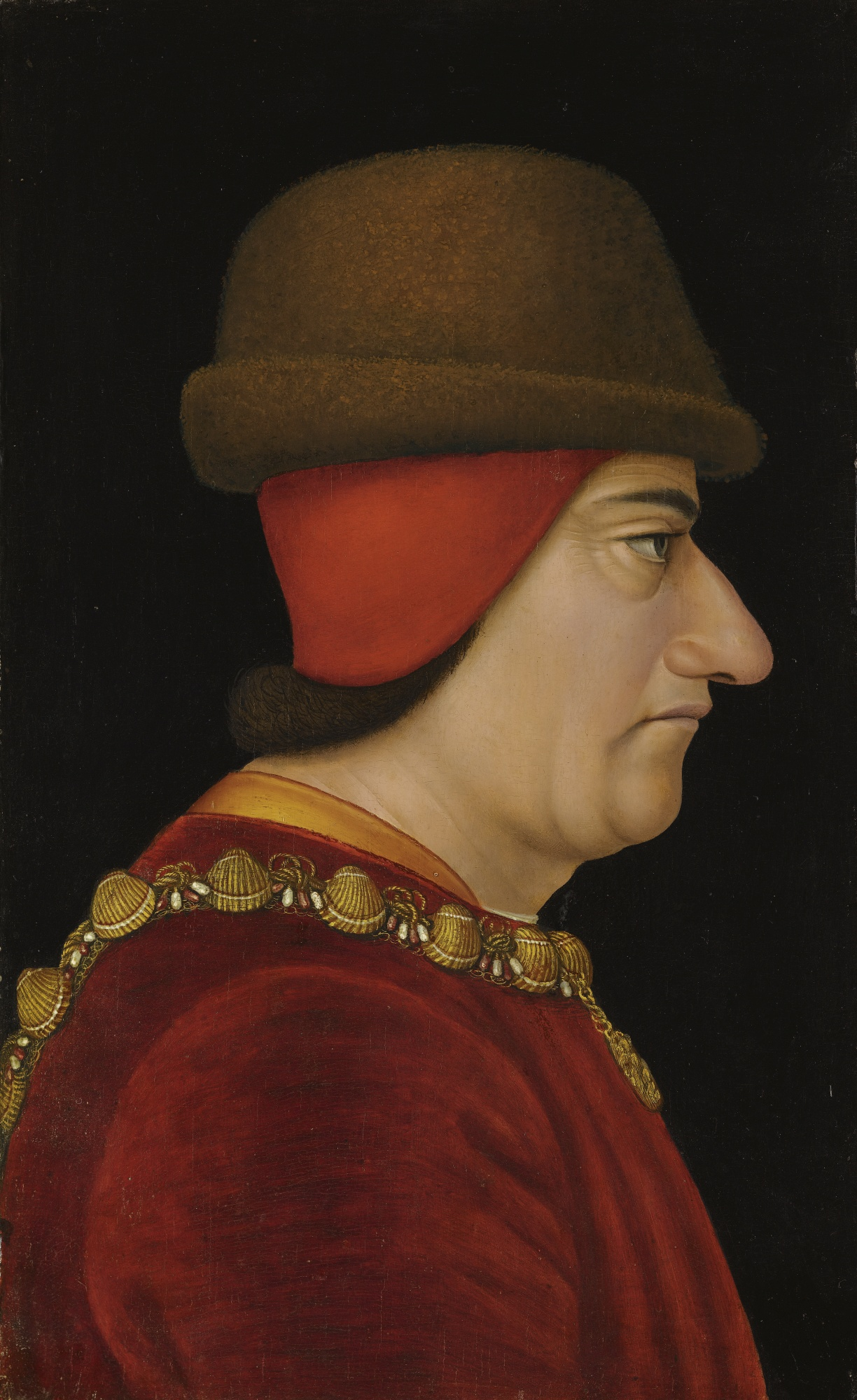
König Ludwig XI. um 1470

Ludwig XI. der Kluge (französisch Louis XI, le prudent („der Vorsichtige“), le rusé („der Listige“) oder l’araignée („die Spinne“); * 3. Juli 1423 in Bourges; † 30. August 1483 auf Schloss Plessis-lès-Tours) war König von Frankreich von 1461 bis 1483. Er war der sechste König aus dem Haus Valois und der zweite der sogenannten Loire-Könige.

## Leben
Ludwig XI. war der älteste Sohn König Karls VII. des Siegreichen von Frankreich und dessen Gemahlin Marie d’Anjou. Er wurde am 5. Juli 1423 in der Kathedrale Saint-Etienne in Bourges von Guillaume II. von Champeaux, Bischof von Laon getauft. Sein Pate war Herzog Johann II. von Alençon.
Ludwig zeigte von Jugend an einen herrschsüchtigen, dabei tückischen Charakter, trat als erklärter Feind seines Vaters und dessen Geliebter, Agnès Sorel, auf und stellte sich 1440 sogar an die Spitze der Praguerie, einer Verbindung des hohen Adels gegen die Günstlinge seines Vaters. Die Empörer wurden von Karl bald unterworfen, Ludwig aber begnadigt und 1442–1443 mit dem Oberbefehl gegen die Engländer und Schweizer betraut. In den folgenden Kämpfen bewies er Tapferkeit und Klugheit. Auch die Teilnahme an einer neuen Verschwörung gegen den König wurde ihm von diesem verziehen; gleichwohl kam es 1456 wiederum zum Bruch zwischen Vater und Sohn, und Ludwig lebte fortan am Hof des Herzogs von Burgund.
Als ihm nach dem Tod seines Vaters 1461 die Krone zufiel, traf die alten Räte schwere Verfolgung und die Großen rücksichtslose Demütigung, namentlich die Häuser Burgund und Bretagne, was 1465 zu einer Koalition des Adels (die Ligue du Bien public) führte, an deren Spitze sein Bruder Karl von Berry (Charles de Berry) und Karl der Kühne (Charles le Téméraire), der spätere Herzog von Burgund, standen. Nach der unentschiedenen Schlacht bei Montlhéry (südlich von Paris) musste Ludwig den Großen erhebliche Zugeständnisse machen.

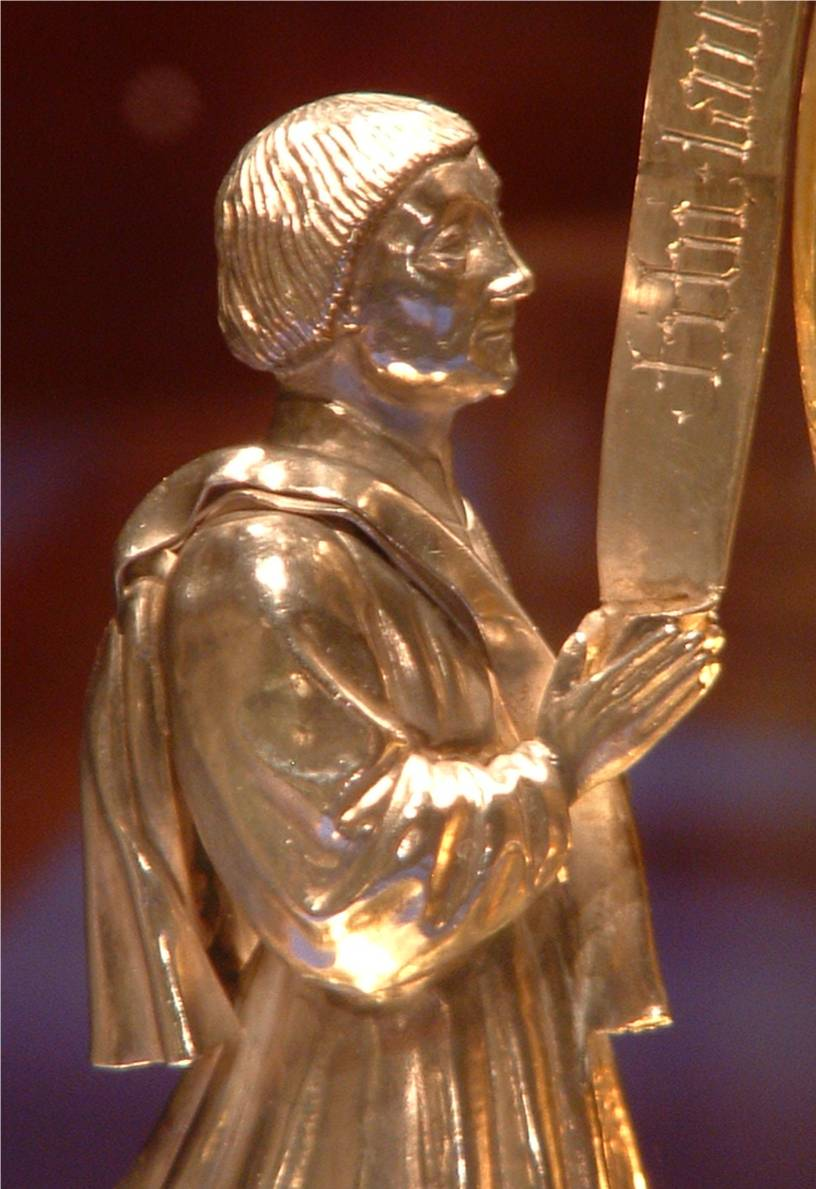
Statue Ludwig XI. in betender Haltung

1468 kam Ludwig bei Péronne in die Gefangenschaft Karls des Kühnen und musste sich durch den demütigenden Vertrag von Péronne befreien und der blutigen Unterdrückung des Aufstandes von Lüttich, den er selbst angestiftet hatte, beiwohnen. Kaum wieder frei, erneuerte er mit dem Herzog von Burgund die Händel, die nun bis 1472 dauerten. In diesem Jahr trat Philippe de Commynes (Philippe Chevalier de Commynes (Commines), Seigneur d’Argenton, 1447–1511) in die Dienste des Königs und wurde fortan das Hauptwerkzeug dessen Politik. Während Karl der Kühne mit Eduard IV. von England ein Bündnis zur Eroberung Frankreichs schloss, verband sich Ludwig mit den Schweizern und Renatus von Anjou, dem Herzog von Lothringen, Grafen von Provence und Titularkönig von Neapel. Nach dem Tod Karls des Kühnen (1477 in der Schlacht bei Nancy) nahm Ludwig die burgundischen Städte in der Picardie, Artois, Flandern, Hennegau und das Herzogtum Burgund als eröffnetes Mannlehen; die übrige Erbschaft entging ihm durch die Vermählung Marias von Burgund mit Maximilian. Einige andere wichtige Erwerbungen machte Ludwig, indem er Renatus von Anjou dazu brachte, den kinderlosen Grafen Karl II. von Maine zum Erben einzusetzen. Letzterer starb 1481, und nun nahm Ludwig die Grafschaft Provence und Forcalquier sowie Anjou und Maine als heimgefallene Lehen in Beschlag.
In den letzten Jahren von schreckenden Phantasiegebilden und etlichen Schlaganfällen (1473, 1479 und 1481) gequält, schloss er sich in die Feste Plessis-lès-Tours ein und starb hier fünf Tage nach seinem vierten Schlaganfall am 30. August 1483. Beigesetzt wurde der König in Notre-Dame de Cléry bei Orléans.

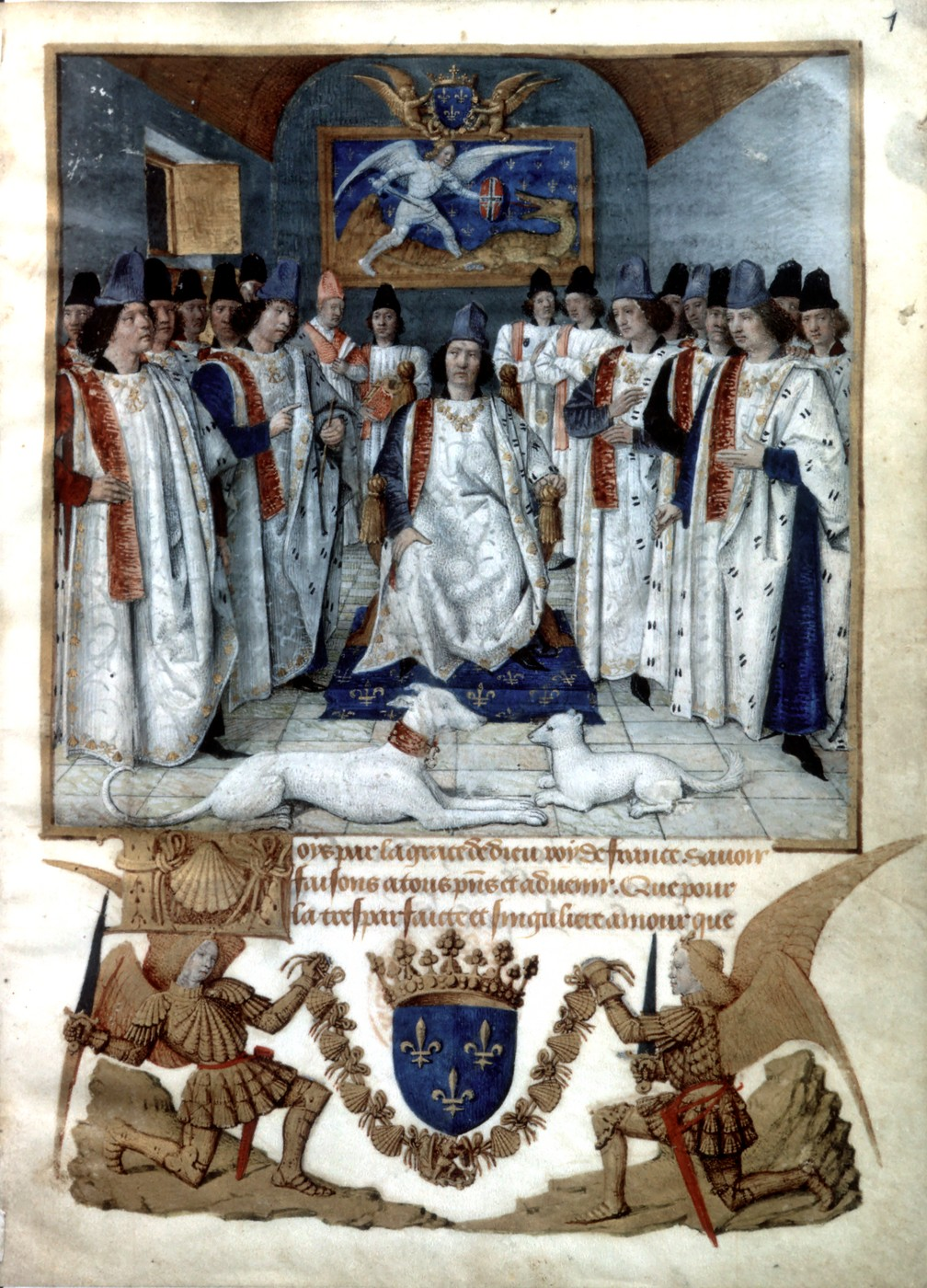
Ludwig XI. und die Ritter vom Orden Saint-Michel

Ludwig war einer der bestunterrichteten Männer seines Jahrhunderts, klug und fest, unermüdlich tätig und gerecht, wo nicht die Interessen seiner Macht im Spiel waren, dann aber grausam. So sperrte er seinen des Verrats beschuldigten Minister, den Kardinal Jean de La Balue, elf Jahre in einem Schloss ein. Dabei war er jedoch im höchsten Grad misstrauisch und zynisch, was ihm den Beinamen l’araignée oder l’universelle araignée – „die Spinne“ oder die „universelle Spinne“ einbrachte. „Wer nicht heucheln kann, kann nicht herrschen“, pflegte er zu sagen. Thomas Basin, 1447 bis 1474 Bischof von Lisieux und französischer Chronist der lateinischen Sprache, äußert sich über Ludwig XI.: hässlicher Tyrann, hinterlistig und grausam, seine Feinde sperrte er in Eisenkäfige ein.
Der Chronist bezeichnet Ludwig XI. „als einen besonderen Schurken, hier auf Erden bis in die Hölle bekannt. Ein abscheulicher (grauenvoller) Tyrann – vom Volk bewundert, ein dämonisches (teuflisches) Genie“, Gründer (Vater) des französischen Zentralstaats.
Ludwig umgab sich, um sich von den Großen unabhängig zu machen, mit Vorliebe mit Dienern niederen Standes wie unter anderem Olivier le Daim (genannt Oliver le mauvais, „der Schlechte“, oder Oliver le Diable, „der Teufel“), seinem Barbier oder seinem „Gevatter“ Tristan.

## Werk und Verdienste
Seine Verdienste um Frankreich sind sehr bedeutend. Ludwig XI. vernichtete die großen Vasallenstaaten innerhalb des Reichs und dehnte die königliche Herrschaft bis zu den Pyrenäen, Alpen und dem Jura aus. Er förderte Handel und Industrie, insbesondere den Acker- und Bergbau, richtete la poste royale – das erste Postwesen des französischen Staates ein, berief zu den Sitzungen des Staatsrats einsichtsvolle Männer, ließ die Stände des Reichs in einer einzigen Versammlung, den dritten mit den beiden privilegierten vermischt, sich beraten, gab den Gemeinden die freie Wahl ihrer Vorsteher, war äußerst sparsam in der Verwendung der Staatsgelder und lebte sehr einfach. Unter seiner Regierung stiegen die Steuereinnahmen auf beinahe 5 Millionen Livres.
1461 setzte er die Aufhebung der von seinem Vater (zusammen mit Kardinal Jean de La Balue) 1438 verabschiedeten „Pragmatischen Sanktion von Bourges“ ohne die Zustimmung des Parlements durch. Dafür zeichnete ihn Papst Sixtus IV. (1471–1484) mit dem zu Weihnachten 1462 geweihten Schwert und Hut aus. Ludwig schloss mit Sixtus IV. ein Konkordat zur Bestimmung der Bischöfe durch den König von Frankreich. Er legte sich, mit päpstlichem Einverständnis, erstmals den Titel rex christianissimus (allerchristlichster König) zu und gründete 1469 den Ordre de Saint-Michel, den ersten französischen Ritterorden. Als Freund der Wissenschaften zeigte er sich durch Errichtung von Buchdruckereien, Reformation der Pariser Universität, Gründung anderer und Berufung griechischer Gelehrter. Außerdem gilt er als hauptverantwortlich für die Zerschlagung der Coquillards.
Ludwig XI. – ausgestattet mit klarem Blick für seine politischen Vorteile und dabei oft vom Glück begünstigt – wurde zum Wegbereiter des königlichen Absolutismus und Zentralismus in Frankreich.

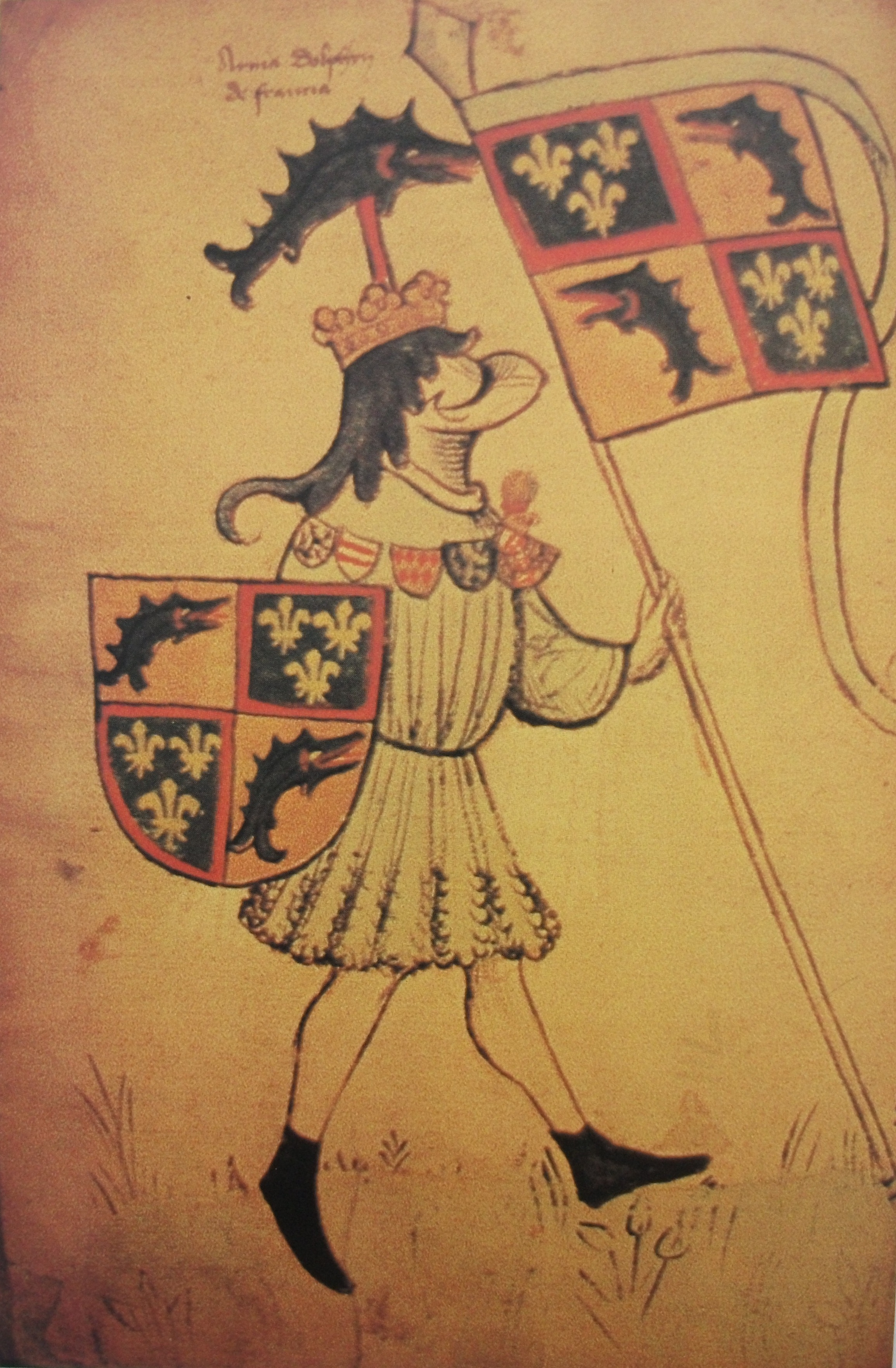
Dauphin und späterer französischer König Ludwig XI. in heraldischer Darstellung (Hyghalmen Schriftrolle, Heralds’ College Manuscript, um 1450)

## Nachfahren
Er war in erster Ehe mit Margarethe von Schottland vermählt, in zweiter Ehe heiratete er am 9. März 1451 Charlotte von Savoyen, mit der er folgende Kinder hatte:
- Joachim (* 15. Juli 1459;[7] † 29. November 1459)
- ein Kind (* Juli 1460; † 1460)[9]
- Anne (* April 1461; † 14. November 1522), ⚭ 1474 Pierre de Beaujeu
- Jeanne (* 23. April 1464; † 4. Februar 1505), ⚭ 1476 Louis dʼOrléans, König von Frankreich
- François (*/† 4. Dezember 1466)
- Karl VIII. (* 30. Juni 1470; † 7. April 1498), König von Frankreich
- François (* 3. September 1472;[7] † Juli 1473)

In der Nouvelle histoire généalogique wird dem Königspaar zudem ein erster Sohn namens Ludwig zugeschrieben, der im Oktober 1458 in Genappe geboren worden sein soll. Da aber keine Archivale bekannt ist, welche die Existenz dieses Kindes bestätigt, geht die neuere Forschung von einem Fehler der Autoren aus.
Aus seinen Beziehungen zu Phélise Regnard und Marguerite de Sassenage war Ludwig XI. außerdem noch der Vater von vier unehelichen Töchtern:
- Guyette (1445–1502)
- Jeanne (1447/56–1519) ⚭ 1466 Louis, Bâtard de Bourbon († 1519), Admiral von Frankreich, Graf von Roussillon en Dauphiné
- Marie (1449–1469)
- Isabeau